# Callabiana
Callabiana es un municipio italiano situado en la provincia de Biella, en Piamonte. Tiene una población estimada, a fines de julio de 2023, de 143 habitantes.

## Evolución demográfica
| Gráfica de evolución demográfica de Callabiana entre 1861 y 2023 |
|                                                                  |
| Fuente: ISTAT - Elaboración gráfica de Wikipedia                 |